# Canon de 194 mm modèle 1902
Le canon de 194 mm modèle 1902 est un canon naval construit au début du XXe siècle pour la Marine française. Il constitue l'armement secondaire des cuirassés de la classe Liberté et l'armement principal des croiseurs cuirassés à partir du Jules Michelet.

## Caractéristiques
Le canon de 194 mm modèle 1902 est long de 10,110 mètres et pèse 15,180 tonnes au total. D'un diamètre intérieur (ou calibre) de 194 mm, son diamètre extérieur n'excède pas les 668 mm. La vitesse à la bouche est de 950 mètres par seconde, le projectile gardant une vitesse d'environ 783 mètres par seconde après avoir parcouru 2 000 mètres.

## Utilisation
Le canon de 194 mm modèle 1902 constitue ainsi l'armement secondaire des cuirassés pré-dreadnought de la classe Liberté : 10 unités sont montées en tourelles simples et en casemates. Sur les croiseurs cuirassés Ernest Renan et Jules Michelet il en constitue l'armement principal : deux tourelles doubles sont réparties à l'avant et à l'arrière des navires. Il en va de même pour les deux unités de la classe Edgar Quinet, et ces quatre canons sont complétés par six autres en tourelles simples et quatre en casemates.